# Ahmed Sayed
Ahmed Sayed (Menia, 10 de enero de 1996), también conocido como Zizo, es un futbolista egipcio que juega en la demarcación de extremo para el Al-Ahly de la Liga Premier de Egipto.

## Selección nacional
Tras jugar en las categorías inferiores de la selección, finalmente hizo su debut con la selección de fútbol de Egipto el 7 de noviembre de 2019 en un encuentro amistoso contra Liberia que finalizó con un resultado de 1-0 a favor del combinado egipcio tras el gol de Hamdy Fathy.

## Clubes
| Club                    | País     | Año       | Partidos | Goles |
| ----------------------- | -------- | --------- | -------- | ----- |
| Lierse SK               | Bélgica  | 2014-2017 | 78       | 5     |
| C. D. Nacional (cedido) | Portugal | 2017      | 13       | 2     |
| Moreirense F. C.        | Portugal | 2017-2018 | 30       | 1     |
| Zamalek SC              | Egipto   | 2019-2025 | 264      | 86    |
| Al-Ahly                 | Egipto   | 2025-     | 3        | 0     |